# Generación del 50 (España)

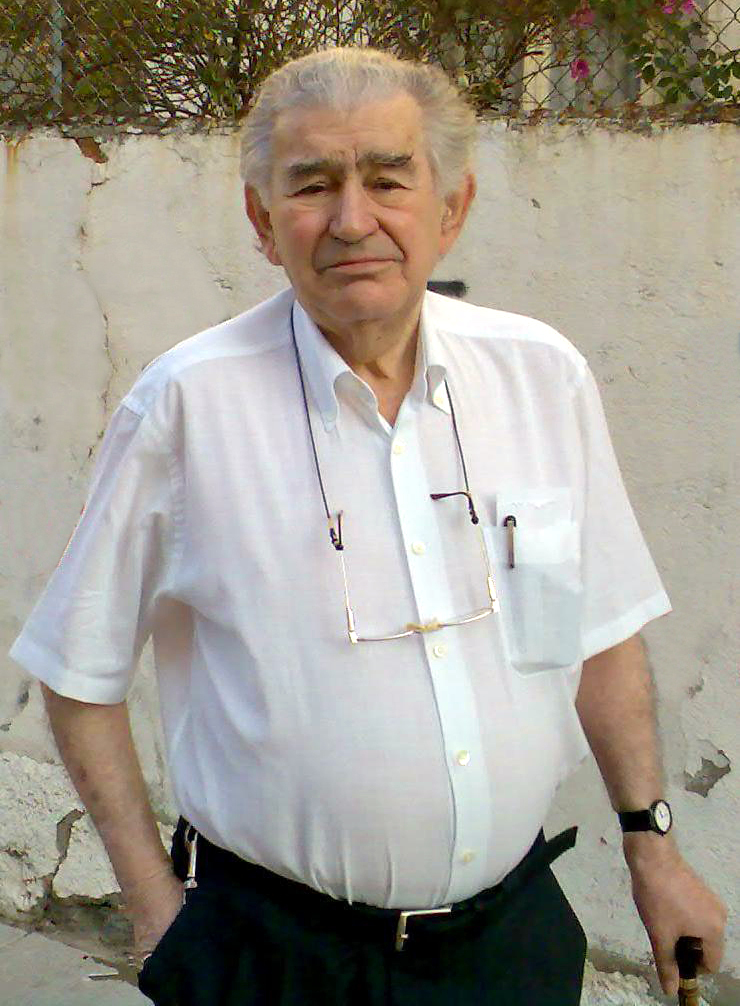
Antonio Gamoneda, poeta incluido en la «Generación del 50» y Premio Cervantes en 2006.

Generación del 50, del medio siglo o de los niños de la guerra, son denominaciones que da la historia de la literatura española a la generación literaria de escritores nacidos en torno a los años 1920 y que publican en torno a los años 1950; superada la Guerra Civil, son considerados "hijos" de la misma.

## Características

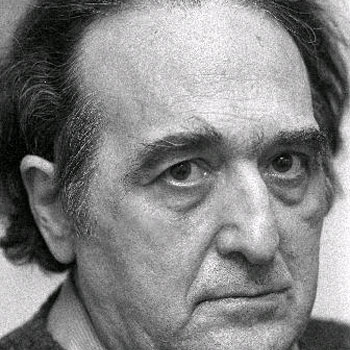
Rafael Sánchez Ferlosio

Juan García Hortelano prefiere denominarlos “Grupo poético de los años 50” en el estudio y antología que publicó en 1978; no son poetas "de la guerra" sino "de la dictadura", de origen burgués y con formación universitaria todos ellos, por lo que con frecuencia se autocriticaban: Jaime Gil de Biedma se incluyó en ella al definirla como "señoritos de nacimiento por mala conciencia escritores de poesía social".
Huyen a la vez del frío garcilasismo clasicista y del estridente desgarramiento existencial, respectivamente, de la poesía arraigada y desarraigada en la promoción anterior y poco a poco se van separando de la literatura comprometida o engagée, que no persigue la elegancia en el lenguaje, seguida por Blas de Otero, Gabriel Celaya y otros autores estrechamente asociados a la lucha política contra el franquismo. Por el contrario, y especialmente en poesía, la Generación del 50 une la reivindicación social, que en el fondo sentían ajena y sustituyen por preocupaciones civiles y éticas, con una nueva lírica intimista que se preocupa por el lenguaje, y aporta un cierto coloquialismo que no separa demasiado la lengua poética de la hablada; también incorpora reflexiones metafísicas y filosóficas. No siguen, por ello, una línea academicista. Es una generación que huye de lo impostado y del tono solemne, tan frecuente en la dominante literatura falangista de la época como en la propaganda antifranquista que la refleja, usando con frecuencia de una cierta ironía distanciadora. Les liga su condición de intimistas. Muchas de sus características toman cuerpo de algunos miembros de la generación del 98, singularmente de Antonio Machado. En la segunda etapa de esta época, los novelistas consideran que su papel como escritores les obliga a denunciar las miserias e injusticias sociales, pero más desde una perspectiva ética que estrictamente marxista.
El periodo coincide con una cierta apertura del régimen franquista y con la traducción por vez primera de muchas obras de autores extranjeros como T. S. Eliot o Paul Celan (y en la que los propios miembros de la generación de los años 1950 participan o editan, como es el caso de Carlos Barral). El referente ético y estético inexcusable que todos admiten es Antonio Machado y la mayor parte de estos autores se agrupan en círculos de amigos en las ciudades de Madrid (Ignacio y Josefina Aldecoa, Rafael Sánchez Ferlosio, Ángel González, Claudio Rodríguez, Juan García Hortelano, Jesús Fernández Santos, Medardo Fraile, Ana María Matute) o el más activo y menos vario de Barcelona (Carlos Barral, Jaime Gil de Biedma, José Agustín Goytisolo, Alfonso Costafreda, Jaime Ferrán, Juan Marsé, Gabriel Ferrater, el crítico José María Castellet), grupo este último estudiado por Carme Riera en La Escuela de Barcelona (1988). Junto a estos grupos, hay que apreciar también otros grupos como el postista (Carlos Edmundo de Ory, Francisco Nieva, Gloria Fuertes, Ángel Crespo entre otros), el importante colectivo andaluz (Aquilino Duque, José Manuel Caballero Bonald, María Victoria Atencia y otros), y figuras sueltas como Ángel González, José Hierro, José Ángel Valente, Antonio Gamoneda, José Manuel Caballero Bonald, Salustiano Masó y otros que, como en cajón de sastre, se suelen incluir en la llamada Escuela de Madrid, más dispersa, cuyo núcleo fundamental es Claudio Rodríguez y se articula en torno al magisterio de Vicente Aleixandre y la revista Ínsula como órgano de expresión. El contacto con los catalanes lo asegurarán Goytisolo, González, Valente y Caballero Bonald, que pueden considerarse indistintamente de un grupo u otro.

## Integrantes destacados
Entre los más destacados miembros de esta generación figuran:

### Narradores
- Rafael Sánchez Ferlosio (también ensayista)
- Ignacio Aldecoa
- Aquilino Duque (poeta y ensayista también)
- Jesús Fernández Santos
- Antonio Ferres
- Juan García Hortelano
- Juan Goytisolo (también ensayista)
- Luis Goytisolo
- Alfonso Grosso
- Carmen Laforet
- Jesús López Pacheco
- Armando López Salinas
- Juan Marsé
- Carmen Martín Gaite (también ensayista y poeta)
- Ana María Matute
- Francisco Umbral
- Medardo Fraile

### Poetas
Carlos Murciano
- Manuel Alcántara
- María Victoria Atencia

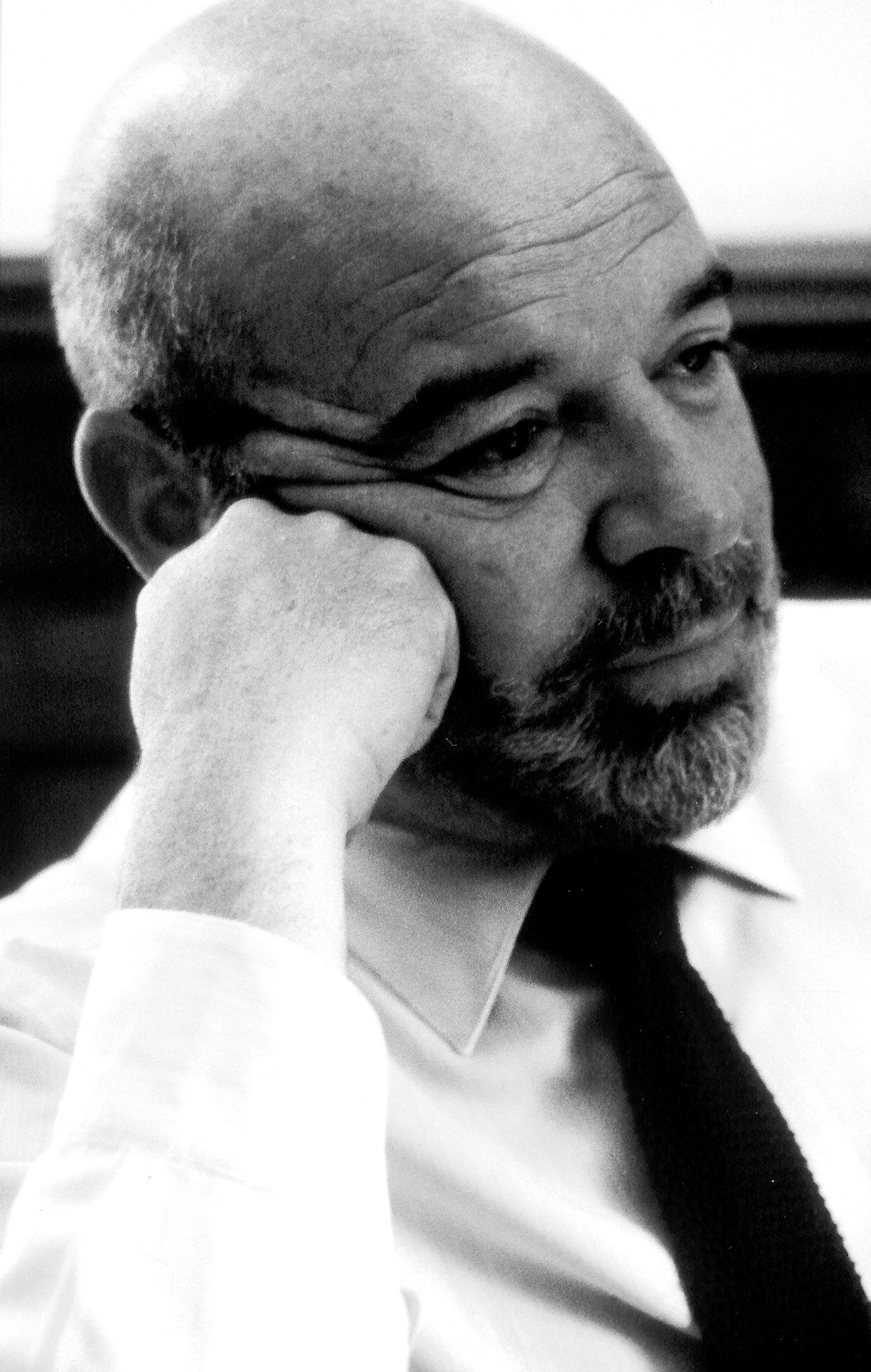
El poeta y ensayista barcelonés Jaime Gil de Biedma

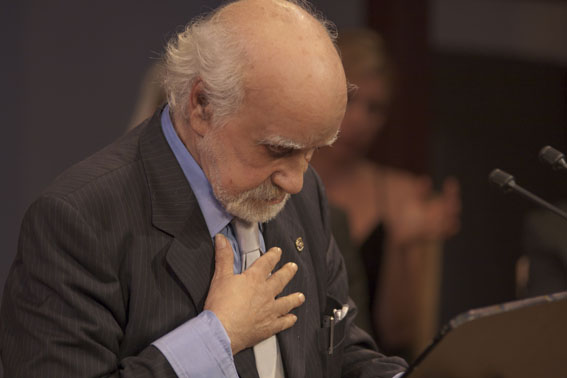
Francisco Nieva recibiendo el Premio Corral de Comedias en 2010

- Carlos Barral (también memorialista)
- Francisco Brines
- José Manuel Caballero Bonald (también narrador, ensayista y memorialista)
- Eladio Cabañero
- Alfonso Costafreda
- Ángel Crespo (también traductor y ensayista)
- Ricardo Defarges
- Julio Alfredo Egea (también narrador)
- Jaume Ferran (también traductor y ensayista)
- Gabriel Ferrater
- Gloria Fuertes
- Antonio Gamoneda
- Jaime Gil de Biedma
- Ángel González
- José Agustín Goytisolo
- Félix Grande
- Rafael Guillén
- José Hierro (aunque algunos autores lo sitúan en un periodo anterior)
- Manuel Mantero
- Julio Mariscal Montes
- Salustiano Masó
- Manuel Pacheco (poeta)
- Manuel Padorno
- Fernando Quiñones
- Manuel Ríos Ruiz
- Claudio Rodríguez
- Carlos Sahagún
- Julia Uceda
- José Ángel Valente
- Luis Feria

### Ensayistas
- Josefina Aldecoa
- Carlos Blanco Aguinaga
- Manuel Mantero
- Rafael Sánchez Ferlosio (también narrador)
- Daniel Sueiro (también narrador)
- Carmen Martín Gaite
- Marta Portal

### Dramaturgos
- Francisco Nieva
- Alfonso Sastre[6]